# And We Run
«And We Run»  es un EP y el cuarto sencillo de la banda holandesa de Metal Sinfónico Within Temptation de su sexto álbum de estudio Hydra y cuenta con el rapero estadounidense Xzibit. Fue lanzado el 23 de mayo con tres demos del álbum y diferentes versiones de la canción. El video musical fue lanzado el mismo día.

## Vídeo musical
El video musical se subió en el canal oficial de YouTube de la banda el 23 de mayo de 2014. El video comienza con una cita de Nelson Mandela que dice: "Deje que la libertad reine. El sol nunca se pondrá en un logro humano tan glorioso". Se ve a Xzibit atado a una silla con tubos insertados en su piel, dentro de una fábrica industrial oscura, que está filmada en blanco y negro. Se muestra a la banda tocando en algún lugar afuera en un mundo flotante y colorido que se parece a ruinas. Un colibrí vuela más allá de la banda y se dirige hacia la fábrica industrial donde se encuentra Xzibit. Aterriza en la mano de Xzibit, y lo mira antes de que uno de los tubos se adhiera al ave, absorbiendo su color y matándolo. Xzibit se levanta de la silla y salta del edificio. Entre escenas de él escapando y la banda tocando, se lo ve rapeando en una habitación negra. Se acerca a una pared gigante y se abre camino a través de ella, y cuando se rompe, la luz del sol se derrama y brilla sobre él, llenando de color el área que lo rodea. Él siente la luz del sol, y también lo hace Den Adel, y se da a entender que se encontrarán entre sí una vez que Xzibit se escape.

## Canciones
Regular track listing

| N.º | Título                                          | Duración |  |
| 1.  | «And We Run (Radio Edit)» (featuring Xzibit)    | 2:51     |  |
| 2.  | «And We Run (Album Version)» (featuring Xzibit) | 3:50     |  |
| 3.  | «And We Run (Dance Remix)» (featuring Xzibit)   | 3:00     |  |
| 4.  | «Living on Fire» (Demo Version)                 | 2:43     |  |

| Extend track listing |                                    |        |        |          |  |
| N.º                  | Título                             | Letras | Música | Duración |  |
| 5.                   | «Keep on Breathing» (Demo Version) |        |        | 3:02     |  |
| 6.                   | «One of These Days» (Demo Version) |        |        | 2:31     |  |

| Japanese track listing |                                                   |        |        |          |  |
| N.º                    | Título                                            | Letras | Música | Duración |  |
| 1.                     | «And We Run (Radio Edit)» (featuring Xzibit)      |        |        | 2:51     |  |
| 2.                     | «And We Run (Dance Remix)» (featuring Xzibit)     |        |        | 3:00     |  |
| 3.                     | «Whole World is Watching» (featuring Dave Pirner) |        |        | 4:00     |  |
| 4.                     | «Keep on Breathing» (Demo Version)                |        |        | 3:02     |  |
| 5.                     | «One of These Days» (Demo Version)                |        |        | 2:31     |  |
| 6.                     | «Living on Fire» (Demo Version)                   |        |        | 2:43     |  |

## Gráficas
| Gráfica (2014) | Pico de posición |
| -------------- | ---------------- |
| Japón (Oricon) | 216              |